# پادشاه نپتون
پادشاه نپتون (به زبان انگلیسی:King Neptune) یک پویانمایی محصول سال ۱۹۳۲ از والت دیزنیپادشاه نپتون (فیلم ۱۹۳۲) است، دومین اثر رنگی از مجموعه سمفونی احمقانه می‌باشد که به صورت تکنی‌کالر تولید شده‌است. در حالی که گل‌ها و درخت‌ها به عنوان یک کارتون سیاه و سفید در نظر گرفته شده بود.